# Gazori
Gazori ist ein Dorf in der Landgemeinde Gazaoua in Niger.

## Geographie
Das von einem traditionellen Ortsvorsteher (chef traditionnel) geleitete Dorf befindet sich rund fünf Kilometer südöstlich des Hauptorts Gazaoua der gleichnamigen Landgemeinde und des gleichnamigen Departements Gazaoua in der Region Maradi. Weitere Siedlungen in der Umgebung von Gazori sind Maïfarou im Norden, Kakou Datawa im Südosten, Bougouzawa im Süden und Rogogo im Südwesten.
Gazori ist Teil der Übergangszone zwischen Sahel und Sudan. Die durchschnittliche jährliche Niederschlagsmenge beträgt hier zwischen 400 und 500 mm. Das Dorf befindet sich am rechten Ufer des Trockentals Goulbi May Farou. Bei Gazori gibt es braune und schwarze Lehmböden. Hier wachsen Anabäume (Faidherbia albida).

## Bevölkerung
Bei der Volkszählung 2012 hatte Gazori 2544 Einwohner, die in 323 Haushalten lebten. Bei der Volkszählung 2001 betrug die Einwohnerzahl 1862 in 258 Haushalten und bei der Volkszählung 1988 belief sich die Einwohnerzahl auf 1638 in 871 Haushalten.
Die Zone entlang des Trockentals gehört zu den am dichtesten besiedelten und zugleich zu den ärmsten Nigers, mit erhöhter Unterernährung.

## Wirtschaft und Infrastruktur
Im Dorf werden von Frauen Hirse, Sorghum, Augenbohnen und Ampfer angebaut. Es gibt eine Schule. Bei Gazori verläuft die 25,6 Kilometer lange Landstraße RR4-005 zwischen Maïfarou und Gollom.

## Persönlichkeiten
- Oumarou Neïno (1943–2010), Schauspieler